# Christy Akinremi
Christy "Taiye" Akinremi (née le 29 mars 1972) est une athlète nigériane, spécialiste du 400 mètres et du 400 mètres haies. 

## Biographie
Taiye Akinremi est championne du Nigeria du 400 mètres haies en 1989.
Elle remporte la médaille d'or du relais 4 × 400 mètres lors des Championnats d'Afrique d'athlétisme 1992. Elle est médaillée de bronze du 100 mètres haies aux Jeux africains de 2003.
Aux Jeux afro-asiatiques de 2003, elle termine quatrième de la finale du 100 mètres haies.
Elle est la sœur ainée des jumelles Omolade Akinremi et Omotayo Akinremi.

## Palmarès
| Date | Compétition            | Lieu             | Résultat | Épreuve     | Temps         |
| ---- | ---------------------- | ---------------- | -------- | ----------- | ------------- |
| 1992 | Championnats d'Afrique | Belle Vue Maurel | 1re      | 4 × 400 m   | 3 min 33 s 13 |
| 2003 | Jeux africains         | Abuja            | 3e       | 100 m haies | 13 s 55       |